# Тјукалинск
Тјукалинск (рус. Тюкалинск) град је у Русији у Волгоградској области.

## Становништво
| 1939. | 1959.  | 1970.  | 1979.  | 1989.  | 2002.  | 2010.  |
| ----- | ------ | ------ | ------ | ------ | ------ | ------ |
| 6.600 | 10.197 | 10.385 | 11.480 | 12.191 | 12.007 | 11.275 |